# Marcelo Drago Aguirre
Marcelo Fernando Drago Aguirre (n. 1972) es un abogado chileno que ejerció el cargo de Presidente del Consejo para la Transparencia de Chile, órgano garante del Derecho de Acceso a la Información Pública en el país y que -de acuerdo a una indicación ingresada por el Presidente de la República al Congreso, estará también encargado de la Protección de Datos Personales en Chile. Renunció en junio de 2020 para incorporarse a una oficina de abogados.
Marcelo Drago es experto en Políticas Públicas con experiencia en gestión de gobierno y proceso legislativo. Se ha desempeñado en distintas posiciones directivas de gobierno, tanto a nivel regional como nacional, las que incluyeron los cargos de Secretario Regional Ministerial de Vivienda y Urbanismo, Jefe de Gabinete Ministerial y Gobernador Provincial. Desarrolló estudios de posgrado en la Universidad de Harvard en Estados Unidos, dedicándose desde entonces a la asesoría legislativa en el Senado de la República y a la consultaría internacional en gestión y políticas públicas, para el Banco Interamericano de Desarrollo, ONU y la CEPAL. 
En marzo de 2019, durante el desarrollo de la Foro de Integridad de la Organización para la Cooperación y el Desarrollo Económico (OCDE), fue elegido Vicepresidente del grupo de expertos en Integridad y Anticorrupción, SPIO por sus siglas en inglés.
En 2007 fue elegido como uno de los 100 líderes de Chile por la Revista "El Sábado" del diario El Mercurio.
Es hijo de don Luis Drago León y doña Lía Aguirre González. Está casado con Carmen Gloria Barrera Criado y es padre de tres hijos.
Es Profesor Universitario de Regulación y Asuntos Públicos dentro del Master Comunicación Estratégica en la Universidad Adolfo Ibáñez. 

## Estudios y formación profesional
Estudió Derecho en la Pontificia Universidad Católica de Chile, en Santiago entre los años 1991 y 1995. Posteriormente, se especializó como Master en Administración Pública de la Universidad de Harvard, entre los años 2001 y 2003, mediante una Beca Fullbright (2001) y la Beca Presidente de la República (2001). Cuenta con estudios en Lengua, Cultura y Civilización Francesa cursados el año 2003 en la Universidad Paris Sorbonne (Paris IV). 

## Consultoría Internacional y Actividad Privada
Desde 2002 es Consultor Internacional del Banco Interamericano de Desarrollo, en políticas públicas, particularmente en materias de vivienda social y desarrollo urbano. También es consultor en el diseño y reingeniería de políticas de financiamiento a la vivienda en países andinos, Centroamérica y el Caribe, incluyendo Perú, Colombia, Ecuador, Costa Rica, Nicaragua y Guyana.
En 2005 fue Consultor de ECLAC para la elaboración del informe “La Reforma a la Salud Chilena desde la Perspectiva de los Derechos Humanos” (ISBN 92-1-322915-1), orientado dar cuentas de los avances que queda reforma supondrían para el cumplimiento de las obligaciones internacionales en derechos económicos y sociales, así como al diseño de la política a través de la creación de derechos exigibles.
Como abogado, es Director y Fundador de "Estrategia Pública Consultores (enlace roto disponible en Internet Archive; véase el historial, la primera versión y la última).", consultora especializada en asesoría estratégica para políticas públicas efectivas.

## Trayectoria pública
- Fue Asesor Jurídico y Legislativo del Ministro de Vivienda y Urbanismo Sergio Henríquez, apoyando en políticas de vivienda y desarrollo urbano, en Santiago de Chile en los años 1997 y 1998, durante la presidencia de Eduardo Frei Ruiz-Tagle.
- Entre los años 1998 a 2000 fue Secretario Regional Ministerial de Vivienda y Urbanismo (SEREMI) en Puerto Montt, Chile, designado por el presidente de la República.
- Entre los años 2000 a 2001 fue Jefe de Gabinete del Bi-Ministro de Vivienda, Urbanismo y Bienes Nacionales Claudio Orrego Larraín. Fue responsable de la gestión general del Gabinete del Ministro y la dirección de la agenda legislativa. Tuvo a su cargo la gestión de la Ley 19.903 que simplifica la Posesión Efectiva, desjudicializa el procedimiento y minimiza sus costos.[11][12]
- En 2001 fue nombrado Gobernador de la Provincia Cordillera, por el presidente de la República de Chile Ricardo Lagos Escobar.
- Entre los años 2006 a 2014 se desempeñó como asesor legislativo y en políticas públicas de la Senadora Soledad Alvear Valenzuela, en el Senado de la República de Chile .
- En 2014 fue nominado por la Presidenta de la República Michelle Bachelet y ratificado en forma unánime por el Senado chileno para ser miembro del Consejo Directivo del Consejo para la Transparencia, para el período 2014 a 2020.

## Presidente del Consejo para la Transparencia
La elección de la presidencia del Consejo Directivo del Consejo para la Transparencia de Chile, se efectúa de acuerdo a lo contemplado por la Ley de Transparencia que le otorga un carácter rotatorio a dicho cargo, de 18 meses. Con fecha 20 de octubre de 2017, y en votación unánime registrada en la sesión ordinaria N°839, el Consejo Directivo del Consejo para la Transparencia (CPLT) nombró a Marcelo Drago Aguirre, como nuevo presidente de la Corporación, en reemplazo de José Luis Santa María Zañartu, cargo que desempeñará hasta el 30 de abril de 2019, momento en que se cumplirán 10 años de la institución. En el pasado el cargo de Presidente del Consejo para la Transparencia ha sido servido por importantes políticos chilenos, como la exministra de Defensa Vivianne Blanlot, el exministro de Economía Alejandro Ferreiro, y por el abogado y exparlamentario Raul Urrutia.
A nivel institucional, en su papel de líder del Consejo Directivo del Consejo para la Transparencia, ha promovido una agenda tendiente a propiciar una mayor incidencia de la institución en el debate público relativo a las materias de su competencia e impulsado importantes acciones tendientes al perfeccionamiento del derecho de acceso a la información pública en Chile, así como también relevando la importancia de la protección de datos personales en el país. Destacan entre éstas, el lanzamiento de la renovada plataforma InfoLobby, orientada a facilitar la labor investigativa de periodistas y fomentar el control social de la gestión de autoridades públicas por parte de la ciudadanía.

### Proceso Participativo: 10 años de la Ley de Transparencia
A propósito de los 10 años desde la promulgación de la Ley de Transparencia, el Consejo para la Transparencia encabezado por Marcelo Drago decidió efectuar una evaluación y elaborar una propuesta para que la política pública de Transparencia y Derecho de Acceso a la Información sea capaz de hacer frente a los desafíos de transparencia, probidad y anticorrupción de los próximos 10 años en nuestro país, contribuyendo de esta forma en la construcción de una cultura de la transparencia, con más democracia y confianza pública. Para emprender aquello, se decidió definir participativamente las ideas fundamentales sobre el futuro de la transparencia, y se impulsó un amplio proceso participativo de carácter consultivo, a través de un levantamiento de información inclusivo, descentralizado y transversal que convocó a actores sociales, políticos, económicos y culturales de todo el país, para recoger propuestas que permitieran aumentar el nivel de conocimiento del Derecho de Acceso a la Información, mejorar la relación de la ciudadanía con el Estado y reflexionar en torno a la instalación de una cultura de la transparencia en el país, buscando levantar las especificidades de los actores nacionales y regionales (cita textual).

### Sesiones del Consejo Directivo en Regiones
Durante el mandato de Marcelo Drago como Presidente del Consejo para la Transparencia, el Consejo Directivo sesionó por primera vez fuera de la Región Metropolitana de Santiago, como un hito orientado a descentralizar el acceso a las instancias resolutivas del Consejo en cuanto a los casos presentados por denegación de acceso a la información pública en el país. 
La primera de estas sesiones fuera de la capital nacional tuvo lugar en Concepción, Región del Biobío, específicamente en el Salón de Honor de la Universidad de Concepción. La instancia, histórica para el organismo encargado de promover el Derecho de Acceso a la Información en el país, es parte de las conmemoraciones que se están realizando por los diez años de la promulgación de la Ley de Transparencia y forma parte de un proceso participativo a nivel nacional que también busca recoger la opinión de los chilenos en torno a cómo perfeccionar esta norma (cita textual).
“Este es un momento histórico, pues por primera vez, en los diez años que cumple la Ley de Transparencia que el Consejo sesiona fuera de Santiago”, afirmó el presidente del CPLT, Marcelo Drago, recalcando que “nosotros tenemos una responsabilidad con el país completo, no podemos encerrarnos en Santiago y quisimos dar este primer paso acá en Concepción, por el referente que esta ciudad significa para Chile”.
En la sesión, que contó con la presencia de los consejeros Jorge Jaraquemada, Gloria de la Fuente y Francisco Javier Leturia, se discutieron cuatro casos relacionados con la región del Biobío, que desde el año 2013, ha registrado más de 27 mil solicitudes de acceso a la información, lo que la instala en la tercera zona del país con más peticiones ciudadanas después de la región Metropolitana y Valparaíso.
El primer caso analizado corresponde a la solicitud de una ciudadana que le exigió a la Subtel, “los resultados de la encuesta de satisfacción de clientes CADEM correspondientes al primer semestre del 2017”. Sin embargo, el amparo fue rechazado, ya que el artículo 22 de la Ley de Transparencia señala que los sondeos encargados por un organismo del Estado son reservados hasta que finalice el periodo presidencial durante el que fueron efectuados. En este caso particular, el Consejo le recomendó a la Subtel entregar igualmente la información requerida, pues el Gobierno de la administración anterior ya finalizó.
El segundo caso tiene que ver con la solicitud que realizó un ciudadano a la Municipalidad de Santa Juana, quien exigió diversos antecedentes relacionados con la cantidad e identidad de docentes contratados por la comuna, así como algunos actos administrativos y contratos realizados por la entidad edilicia entre 2012 y 2017. Dicho amparo fue acogido por el Consejo para la Transparencia, por lo que ordenó entregar la información en un máximo de diez días hábiles.
Asimismo, el tercer caso tuvo relación con la petición que un particular realizó a la Municipalidad de Coronel, solicitando la documentación que le permitió al Centro de Salud Familiar “Carlos Pinto Fierro” obtener la acreditación como prestador institucional de salud. Dicha exigencia también fue acogida por el CPLT, que mandató la entrega de los datos exigidos.
Finalmente, el último de los casos analizados y que fue acogido por el CPLT, tiene que ver con tres peticiones realizadas por una misma persona, pero en fechas distintas. Se trata de un ciudadano que le pidió al Gobierno Regional del Biobío, la Corporación de Fomento de la Producción y la Corporación Regional de Desarrollo, Emprendimiento e Innovación para la Competitividad de la Región del Biobío, información relacionada con el viaje que distintos funcionarios realizaron en 2017 a China en el marco de la denominada “BioBio Week 2017”.
“Esta sesión fue también un acto de pedagogía, para que todos puedan ver el tipo de actividad que tiene el Consejo y sus facultades”, Marcelo Drago, destacando que las actividades en Concepción consideran la realización de un conversatorio y taller abierto a toda la ciudadanía para reflexionar sobre los diez años de la Ley de Transparencia en Chile y cómo perfeccionarla durante los próximos años.

### Intervenciones internacionales
- Taller de la Ley Modelo de Acceso a la Información Pública 2.0 y la Reunión de la Red de Transparencia y Acceso a la Información [RTA], Santiago de Chile, abril de 2018.[18]
- Reunión Plenaria 36 del Comité Consultivo de la Convención para la Protección de individuos en relación con el procesamiento automático de datos personales, dependiente del Consejo de Europa, junio de 2019, Estrasburgo, Francia.[19]
- Workshop “Perfeccionamientos a la Ley del Lobby”, organizado por el Consejo para la Transparencia y el Centro de Estudios Internacionales de Universidad Católica, julio de 2018, Santiago de Chile.[20]
- Conferencia internacional en Seminario “A un año de la ley de acceso a la información pública en Argentina”, como parte de un proyecto de asistencia técnica de la Agencia de Cooperación Internacional de Chile (AGCI) y el Programa de las Naciones Unidas para el Desarrollo (PNUD), Buenos Aires, Argentina, septiembre de 2018.
- Conferencia internacional en Seminario “Avances y desafíos en materia de transparencia y acceso a la información pública” como parte de las actividades de la Semana Transparencia de Perú, septiembre de 2018, Lima, Perú.[21]
- II Encuentro de la Red de Integridad Pública de LAC OECD - BID, octubre de 2018, Lima, Perú.[22]
- Reunión de Alto Nivel LAC/OECD, octubre de 2018, Lima, Perú.[23]
- Conferencia nº40 de ICDPPC (International Conference of Data Protection and Privacy Commisionners), octubre de 2018, Brussels, Bélgica.[24]
- Reunión internacional de SPIO (Senior Public Integrity Officials) de la OECD, noviembre de 2018, Paris, Francia.[25]
- CPDP Conference 2019 ( Computers, privacy and data Protection Conference), enero-febrero de 2019, Brussels, Bélgica.[26]

## Publicaciones relevantes
- “Cambiar el presente, ganar el futuro” (2012). ISBN: 978-956-351-258-8. Editorial Escritores.
- “La Reforma a la Salud Chilena desde la Perspectiva de los Derechos Humanos” (2006). ISBN 92-1-322915-1. ECLAC.

### Denuncias infundadas
Desde octubre de 2019, el Consejo para la Transparencia –que vigila las buenas prácticas de las instituciones del Estado– se le atribuyeron irregularidades, que fueron todas descartadas.
El informe de auditoría de la Contraloría General de la República (INFORME FINAL 54-2019 )  señaló el vehículo institucional placa patente HSXX74-2, era utilizado para transportar al expresidente del Consejo para la Transparencia a su domicilio particular (Marcelo Drago), de acuerdo a los registros contenidos en la bitácora del móvil, respecto de lo cual debe indicarse que ni el Presidente del Consejo ni su Director General están incluidos en la enumeración de autoridades a las que, de acuerdo al artículo 10, en relación con el artículo 3°, ambos del decreto ley N°799, de 1974, sobre Uso y Circulación de Vehículos Estatales, se les puede asignar un vehículo fiscal. La Contraloría señaló "En relación con este asunto, ese organismo deberá ajustarse en lo sucesivo a lo dispuesto en el citado decreto ley, y a las instrucciones impartidas sobre la materia por esta Entidad Contralora, a través del oficio circular N° 35.593, de 1995, ejerciendo controles periódicos para verificar que el vehículo fiscal de la entidad sea utilizado en los fines generales de la institución y para el desempeño de las funciones propias de sus funcionarios y directivos". El uso del vehículo había sido el mismo desde el la creación del Consejo y el informe terminó sin reproche contra el Ex Presidente del Consejo. 